# 상제집략 판목
상제집략 판목(喪祭輯略 版木)은 대전광역시 유성구에 있는, 조선 중기의 문신인 권순경(1676∼1744)이 우리나라 전통예절에 관해 정리한 문집인 상제집략을 판각한 책판이다. 1992년 7월 22일 대전광역시의 유형문화재 제21호로 지정되었다.

## 개요
이 책판은 조선 중기의 문신인 권순경(1676∼1744)이 우리나라 전통예절에 관해 정리한 문집을 판각하기 위한 것이다.
모두 4권으로 구성되어 있으며, 처음 3권은 상(喪)을 당했을 때 지켜야 할 예절에 관한 것이고, 마지막 1권은 제사 때의 예절에 관한 부분으로 되어있다. 판목의 본체는 배나무, 마구리는 소나무로 되어있으며, 총 66판 132면이다.
인쇄기술사 및 민속을 연구하는데 기초자료로서 가치가 높다고 평가된다.

## 참고 문헌
- 상제집략판목 - 국가유산청 국가유산포털